# Hypsiboas lundii
Hypsiboas lundii är en groddjursart som först beskrevs av Hermann Burmeister 1856.  Hypsiboas lundii ingår i släktet Hypsiboas och familjen lövgrodor. IUCN kategoriserar arten globalt som livskraftig. Inga underarter finns listade i Catalogue of Life.